# Lighthouse (canción de Nina Kraljić)
«Lighthouse» —en español: «Faro»— es una canción compuesta por Andreas Grass y Nikola Paryla, e interpretada en inglés por Nina Kraljić. Fue elegida para representar a Croacia en el Festival de la Canción de Eurovisión de 2016 mediante una elección interna.

## Festival de Eurovisión

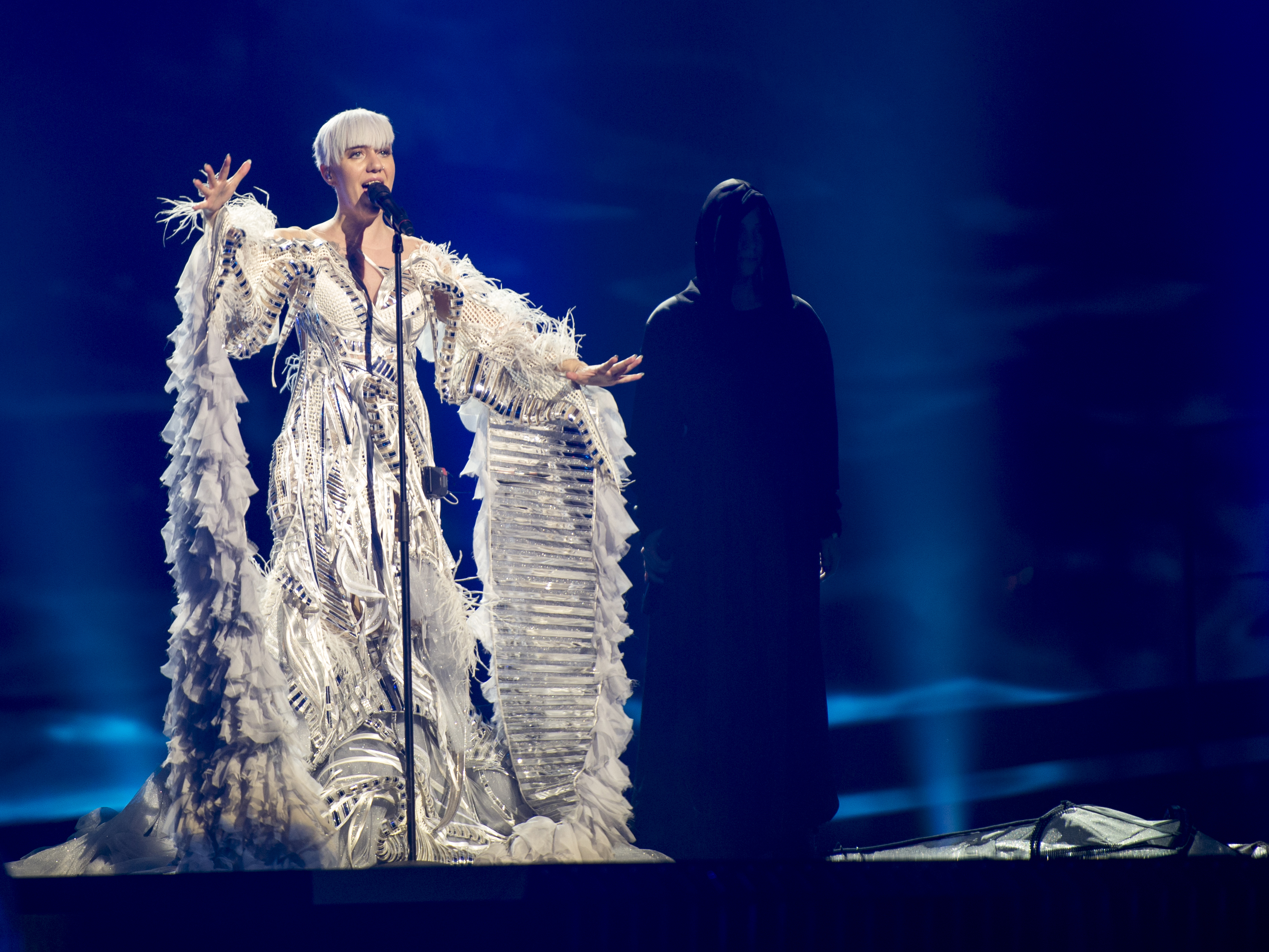
Kraljić interpretando la canción durante el Festival de la Canción de Eurovisión 2016.

### Elección interna
El 24 de febrero de 2016, la Radiotelevisión Croata (HRT) anunció que había elegido internamente a Nina Kraljić para representar a Croacia en el Festival de la Canción de Eurovisión de 2016 en Estocolmo. La canción, «Lighthouse», se presentó el 9 de marzo de ese año durante un programa de radio especial en HR 2 presentado por Zlatko Turkalj Turki. Los invitados del programa fueron Kraljić, el jefe de la delegación del Festival de la Canción de Eurovisión croata Željko Mesar y la mánager de marketing de Universal Music Croatia Nina Meden. Nina Kraljić haría varias apariciones alrededor de Europa para promover «Lighthouse» como la representación croata del festival. Al final de marzo de 2016, Kraljić completó un tour de 48 horas en Serbia donde dio varias entrevistas sobre su participación en Eurovisión a medios de comunicación como la Radiotelevisión Serbia o RTV Pink. El 9 de abril, Kraljić interpretó la canción durante el evento Eurovision in Contest, presentado por Cornald Maas y Hera Björk.

### Festival de la Canción de Eurovisión 2016
Esta canción fue la representación croata en el Festival de la Canción de Eurovisión 2016.
El 25 de diciembre de 2016, se organizó un sorteo de asignación en el que se colocaba a cada país en una de las dos semifinales, además de decidir en qué mitad del certamen actuarían.
Así, la canción fue interpretada en quinto lugar durante la primera semifinal, celebrada el 12 de mayo de ese año, precedida por Hungría con Freddie interpretando «Pioneer» y seguida por Países Bajos con Douwe Bob interpretando «Slow down». Durante la emisión del certamen, la canción fue anunciada entre los diez temas elegidos para pasar a la final, y por lo tanto cualificó para competir en esta. La canción había quedado en décimo puesto de 18 con 133 puntos.
Días más tarde, durante la final celebrada el 19 de mayo de 2016, la canción fue interpretada en 17.º lugar, precedida por Lituania con Donny Montell interpretando «I've been waiting for this night» y seguida por Rusia con Sergey Lazarev interpretando «You are the only one». Finalmente, la canción quedó en 23º puesto con 73 puntos.

## Actuación comercial
La canción debutó en el puesto 18.º en la lista croata HR Top 40, marcando su primera entrada en la lista, ya que su primer sencillo «Zaljuljali smo svijet» no entró en esta. En la lista radial, «Lighthouse» fue el tercer sencillo  debutante más alto a finales de semana del 17 de marzo de 2016. A la semana siguiente, subió al puesto 15 en la lista HR Top 40, convirtiéndose en el primer éxito de la carrera de Kraljić.

## Videoclip
El 9 de marzo de 2016, se publicó el audio oficial de la canción. El vídeo de previsualización se lanzó el 21 de ese mes. En este vídeo, se usaron materiales de la película corta «Hvar - Into the Storm», que se grabó en la isla de Hvar. El en vídeo se muestra sobre todo tormentas, nubes y fauna de la isla en cámara lenta y técnicas de lapso de tiempo. Mientras la grabación se llevó a cabo en la isla principalmente, también hay escenas de la montaña de Biokovo y la isla cercana Brač.
El videoclip oficial se lanzó el 1 de abril de 2016. Éste evita temáticamente visuales náuticas que se habían establecido en el vídeo de previsualización y, en su lugar, cuenta una fantasía sci-fi en la que Nina terrestre se está comunicando con su doppelgänger en los cielos. Nina Kraljić explicó que el video sigue la historia de una Nina preocupada en la Tierra, que busca su vínculo con la Nina espiritual, quien está completamente «descargada» de las dificultades y problemas terrestres y flota en el espacio, dando esperanza. Kraljić comentó cuándo amaba el guion y la idea de que el vídeo se hiciera como una película corta. Lo que más le gustó es que tiene un tema de esperanza, es profundamente simbólico y no tiene motivo esperado del agua y el faro.  El director del videoclip, Filip Filković (más conocido como Philatz) explicó que la idea era hacer una «película» corta, donde pudieran crear un mundo que envuelve a la canción, con Nina como la personaje principal. Añadió que esperaba que todo el mundo buscase un faro en la canción, pero querían presentarlo de una manera distinta. Philatz también recordó en su página de Facebook que el vídeo tiene un «ambiente de los 90» en ella.
El vídeo tiene lugar en una noche oscura y de tormenta, y tiene una oscuridad clara y casi gótica. Kraljić aparece llevando un chaleco impermeable, junto a su pelo asimétrico, y mira hacia arriba en el cielo nocturno, buscando a alguien. Ese alguien es la otra Nina, flotando en una cápsula espacial sobre la Tierra. Esta otra Nina está vestida de blanco y con formas de remolino en su pelo. Poco después, hay un problema: las autoridades llegan con la lluvia. Nina obviamente sabe demasiado, y han ido para llevársela. Al final, las doppelgängers hacen contacto con cada una. La Nina terrestre es llevada por las autoridades y la Nina del espacio termina viajando al espacio profundo. El vídeo se grabó completamente en Zagreb, Croacia.